# Мурр (Баден-Вюртемберг)
Мурр (нім. Murr) — громада в Німеччині, знаходиться в землі Баден-Вюртемберг. Підпорядковується адміністративному округу Штутгарт. Входить до складу району Людвігсбург.
Площа — 7,8 км2. Населення становить 6745 ос. (станом на 31 грудня 2020).